# 戴子良

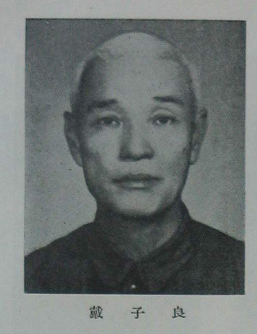

戴子良（1891年—1951年11月29日），祖籍广东海丰，出生于惠阳，马来亚、新加坡华侨。
戴子良于1908年被卖身到新加坡。最初为契约劳工，五年后得以赎身。此后曾任柔佛州惠州会馆会长，1937年出任新加坡惠州会馆主席。抗日战争期参与组建“南洋英、荷两属惠州同侨救乡委员会”、“东江华侨回乡服务团”等组织。1946年加入中国民主同盟，并出任马来亚支部执委、柔佛分部主任。1949年出席中国人民政治协商会议第一届全体会议并当选第一届全国政协委员。中华人民共和国成立后，又任中央人民政府华侨事务委员会委员、中南军政委员会委员、广东省华侨事务委员会副主任、民盟南方总支部副主任兼海外委员会主任等职。1951年在广州逝世。